# Йост II фон Барби
Йост II фон Барби (на немски: Jost II, Graf von Barby; * 8 май 1544; † 9 август 1609 в Розенбург) е граф на Барби-Мюлинген в Саксония-Анхалт.
Той е син на граф Волфганг I фон Барби-Мюлинген († 1564/1565) и съпругата му Агнес фон Мансфелд († 1558), дъщеря на Гебхард VII фон Мансфелд-Мителорт († 1558) и Маргарета фон Глайхен-Бланкенхайн († 1567).
Той умира на 9 август 1609 г. в Розенбург на 65 години и е погребан в Барби. След смъртта му съпругата му София фон Шварцбург-Рудолщат управлява сама до смъртта си през 1630 г. Двамата му сина управляват заедно наследството си до подялбата през 1641 г.

## Фамилия
Йост II фон Барби se жени на 23 сертември 1576 г. за принцеса Анна от Померания-Щетин (* 5 февруари 1531; † 13 октомври 1592), вдовица на княз Карл фон Анхалт-Цербст (1534 – 1561) и Хайнрих VI фон Плауен Млади (1536 – 1572), дъщеря на херцог Барним IX от Померания-Щетин (1501 – 1573) и Анна фон Брауншвайг-Люнебург (1502 – 1568). Бракът е бездетен.
Йост II фон Барби се жени втори път на 30 март 1595 г. в Рудолщат за графиня София фон Шварцбург-Рудолщат (* 1 март 1579; † 24 август 1630, погребана в Барби), дъщеря на граф	Албрехт VII фон Шварцбург-Рудолщат (1537 – 1605) и графиня Юлиана фон Насау-Диленбург (1546 – 1588).  Те имат три деца:
- Албрехт Фридрих фон Барби-Мюлинген (* 28 февруари 1597; † 7 декември 1641), женен на 27 март 1633 г. за графиня София Урсула фон Олденбург-Делменхорст (* 10 декември 1601; † 5 май 1642)
- Йост Гюнтер фон Барби-Мюлинген (* 15 октомври 1598, Мюлинген; † 19 април 1651, Валтерниенбург)
- Агнес Елизабет фон Барби-Мюлинген (* 18 декември 1600 в Мюлинген; † 6 януари 1651 в Барби), омъжена на 1/18 юли 1633 г. в Мюлинген за граф Йохан Мартин фон Щолберг (* 9 ноември 1594; † 22 май 1669)